# 紅矩形星雲
紅矩形星雲，是鄰近麒麟座的一個原行星雲，因為它是紅色，形狀又是矩形，因此得到這個名字。他也被稱為HD 44179，是在1973年的一次稱為“Hi star”的AFCRL天空紅外線調查的火箭飛行過程中發現的，而在這個星雲中心的聯星系統在1915年就已經被Robert Grant Aitken發現。

## 特性
它在可見光和紅外線的繞射極限散斑圖像中呈現出高度的對性，有著X形的釘狀，暗示是有著環狀分布星周物質的緻密雙極星雲，中心的聯星系完全被遮蔽，沒有直接提供光線。
在2004年1月的第203次美國天文學會的會議上，由美國俄亥俄州托利多大學的A. Witt領導的一個小組提出令人振奮的資訊，他發現了在星雲發射出的光譜中有多環芳香烴的蒽和芘的紫外線特徵譜線－是形成生命的重要有機分子。直到最近，人們認為紫外線會很快的毀掉這些碳氫化合物；事實上這些碳氫化合物今天依然存在，已經解釋了最近的發現molecular forces （页面存档备份，存于）。

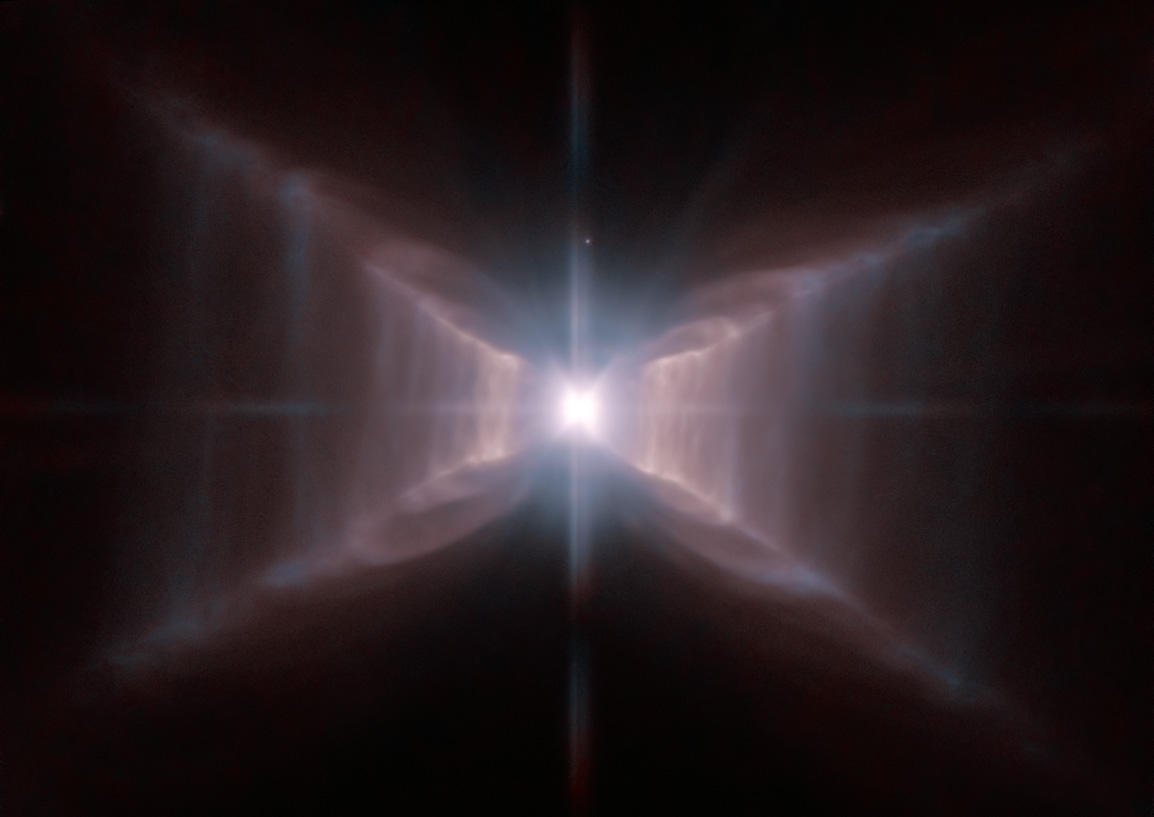
哈伯太空望遠鏡的ACS影像。廣泛的紅光以紅色呈現，Hα輻射以藍色呈現

對稱性的可能解釋是中心的恆星－實際上是靠近的一對恆星－被很厚的塵埃環環繞著，流出的氣流使球形延展變成錐形。因為我們是從側面看見這個環，因此錐狀的邊界呈現出X的形狀，不同的階梯被認為對應著不同氣流的發生和過程。在麒麟座距離約2,300光年遠的紅矩形星雲在未來的數千年，核心低溫的恆星變成高溫的白矮星時，應該會轉變成為行星狀星雲。
哈伯太空望遠鏡透漏了許多地面的望遠鏡因為地球大氣層的湍流而看不見的紅矩形星雲的新特徵。許多垂死恆星原始的特徵依然被隱藏著，甚至還完全是神祕的，但是來自荷蘭萊頓大學的荷蘭科學家Vincent Icke仍然提出了好的理論。

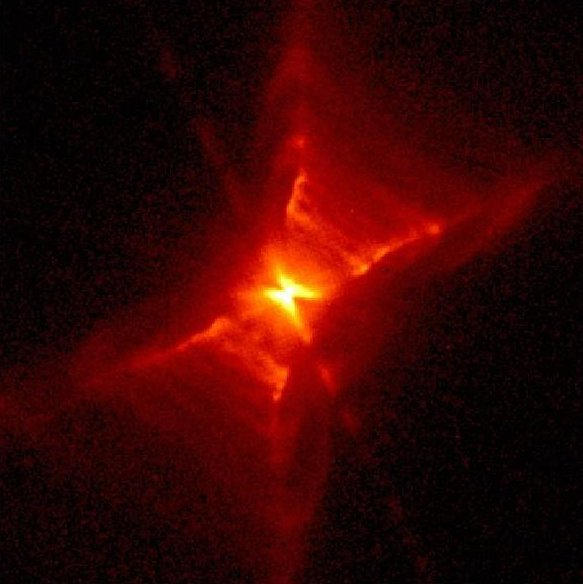
紅矩形星雲是一個原行星雲

在1981年，Vincent Icke和他的合作者證明來自垂死恆星的球形氣體噴發撞擊到塵埃環會產生激波，可以產生錐狀的流體，類似於我們在星雲中看見的兩個錐形。
在Vincent Icke的計算中使用了許多不同的參數，但只有氣體和塵埃的密度可以在星雲中觀測到。

## 外部連結
- The remarkable Red Rectangle: A Stairway to Heaven? （页面存档备份，存于）
- Dying Star Sculpts Rungs of Gas and Dust （页面存档备份，存于）
- Charged polycyclic aromatic hydrocarbon clusters and the galactic red emission, 2007.
- 每日一天文圖 - The Red Rectangle Nebula from Hubble （页面存档备份，存于） - 2010 June 14

## 註解
1. 1 2 3 4 5  (SIMBAD 2007)
2. ↑  (Men'shchikov et al. 2002)
3. ↑  (Men'shchikov et al. 2002)